# Prins Edwardeilanden

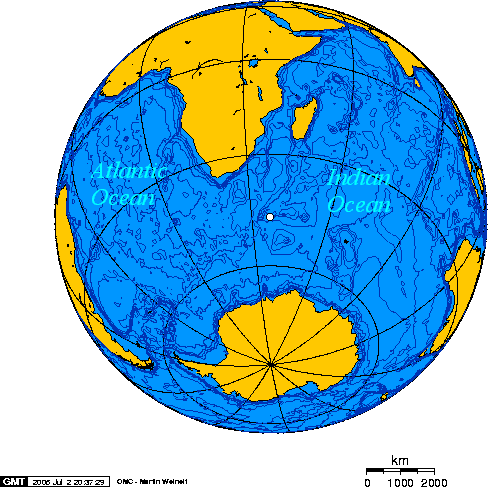
Locatie van de Prins Edwardeilanden

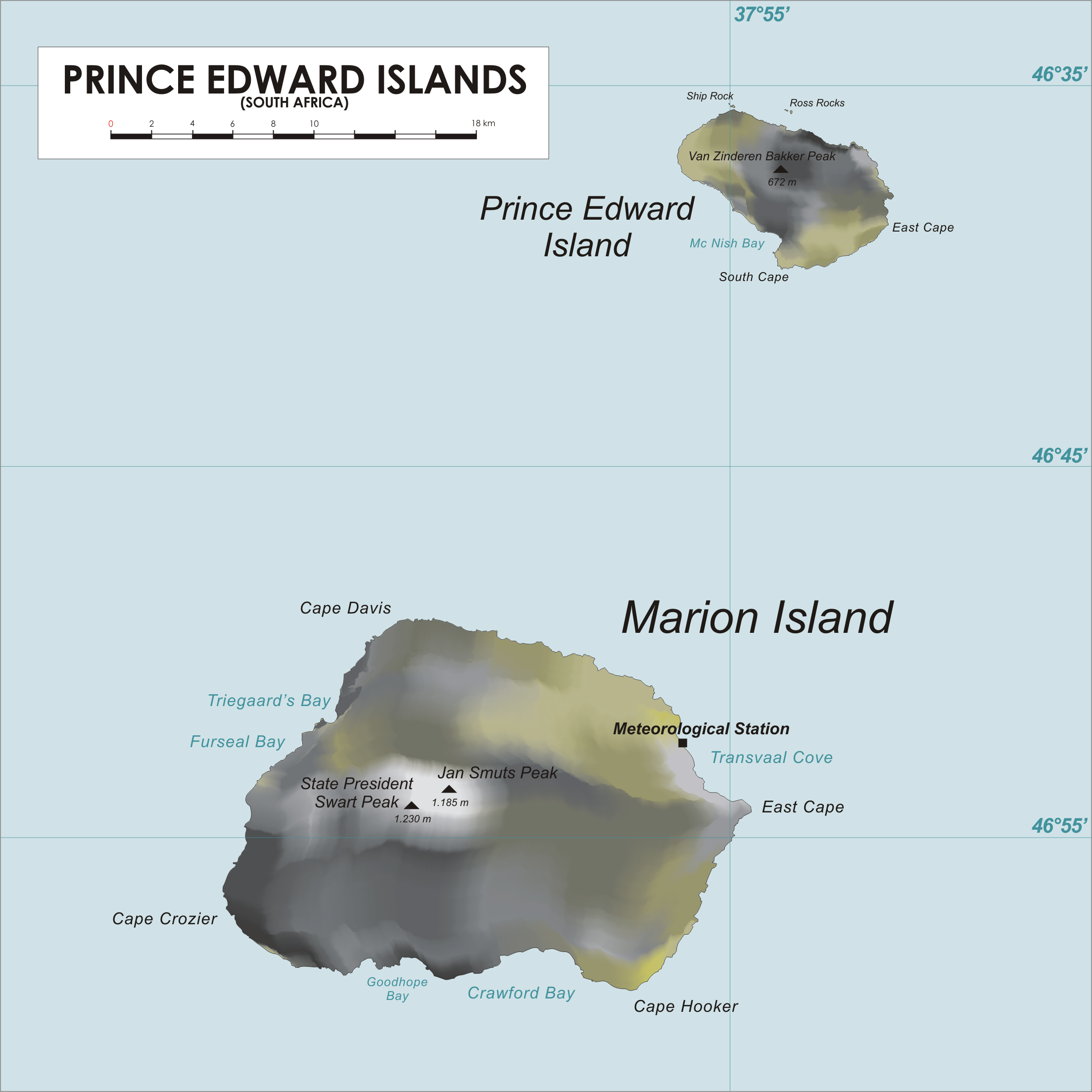
Kaart van de Prins Edwardeilanden

De Prins Edwardeilanden zijn twee kleine eilanden in de Indische Oceaan tussen de continenten Afrika en Antarctica. De eilandjes horen bij Zuid-Afrika. De twee eilandjes heten Prins Edwardeiland en Marioneiland. Marioneiland is het grootste van de twee. Hier liggen ook de hoogste punten van het overzeese gebiedsdeel, de bergen Mascarin Peak (tot 2003 Staatspresident Swart Piek genoemd; 1230 m) en de Resolution Peak (tot 2003 Jan Smuts Piek; 1185 m). Beide eilanden zijn vulkanisch, waarbij Marioneiland de top van een grote schildvulkaan is. Deze vulkaan is nog steeds actief. De eilandjes liggen zo'n 1770 kilometer verwijderd van de Zuid-Afrikaanse havenstad Port Elizabeth. De eilandjes beslaan samen een oppervlakte van 335 vierkante kilometer.

## Ontdekking
De eilandjes zijn ontdekt op 4 maart 1663 door de Nederlander Barend Barendszoon Lam die voer op het schip de Maerseveen op weg naar Batavia (Nederlands-Indië). Het noordelijk eiland (Prins Edwardeiland) noemde hij Dina en het meer zuidelijk gelegen eiland (Marioneiland) gaf hij de naam van zijn schip. Omdat de opperstuurman Michiel Gerritsz. Boos de breedtegraad verkeerd noteerde, bleven ze lange tijd onvindbaar. In januari 1772 was het de Fransman Marc-Joseph Marion du Fresne die ze waarnam op weg naar Antarctica.
Ook James Cook bezocht de eilanden, maar hij kon niet aan land komen door de op dat moment zware zeegang. De eerste mensen die aan land kwamen, waren jagers in 1803, die er zeeleeuwen zochten. In 1947 en 1948 annexeerde Zuid-Afrika de twee eilandjes en installeerde daar een meteorologisch station. Dit gebouw werd al snel vergroot en houdt zich nu bezig met de biologie op het eiland.

## Flora en fauna
Op de eilanden leven verschillende vogels, zoals 30.000 albatrossen, een miljoen pinguïns en vele meeuwen en stormvogels.

## Kernproef
Mogelijk werd op 22 september 1979 op of nabij deze eilanden een kernproef gehouden door Zuid-Afrika in samenwerking met Israël. Dit werd echter nooit officieel bevestigd. Zie het Vela-incident.